# Кардиовизор
Кардиовизор — компьютеризированная система скрининга (быстрого разделения на больных и здоровых) сердца. Метод основан на формировании карты электрических микроамплитудных колебаний ЭКГ-сигнала (микроальтернаций), которые отражают электрофизиологическое состояние миокарда на протяжении всего кардиоцикла. Микроальтернации ЭКГ во многих клинических случаях являются эффективными предикторами скрытых начальных патологических изменений миокарда. Измерители микроальтернаций предназначены не для диагностики определённого вида патологии, а в первую очередь для выявления на доклинической стадии патологии как таковой.

## Критика
Прибор «Кардиовизор» измеряет только половину показателей, необходимых для анализа электрокардиограммы (ЭКГ) — 6 из 12 отведений. Затем записанные измерения обрабатываются по не имеющему научного обоснования алгоритму. Исследование с использованием этого прибора по своей сути является псевдонаучным гаданием.
Клиника «Рассвет», придерживающаяся принципов доказательной медицины, пишет о «Кардиовизоре»: «Аппарат рисует разноцветные картинки сердца из атласа, указывая, где сердце немного подтухло».
«Кардиовизоры» закуплены в государственные поликлиники в огромном количестве в «кабинеты здоровья», поэтому поликлиники активно назначают пациентам бесполезное исследование на этом приборе, в том числе платно.